# Фряново
Фря́ново — посёлок городского типа в городском округе Щёлково Московской области.
Население — 12 437 чел. (2024).
Расположен на реке Ширенке при впадении в неё реки Киленки, в конце трассы Р110 (Щёлково — Фряново), в 39 км от райцентра.

## История
Есть много версий, откуда произошло название поселения, в том числе есть предположение происхождения названия от генуэзских купцов из Крыма (фрязы, фрязины — название итальянцев на Руси).
Первые письменные упоминания о Фрянове в писцовых книгах относятся к XVI веку (1584—1586 гг.).
В 1623 году деревня Фрянево принадлежала дьяку Андрею Варееву, в 1648 г. ей владели Тимофей Желябужский и Андрей Демский.
В селе Фряневе с 1680 года находилась деревянная шатровая церковь Воскресения Христова с двумя неосвященными приделами: в честь Казанской иконы Божией Матери и во имя преподобного Андрея Критского.
Селение получило известность после основания в 1722 году Фряновской шёлкопрядильной фабрики армянином Игнатием Шериманом. В начале XX века владельцы фабрики Залогины перепрофилировали производство из шёлкоткачества в шерстопрядение. Фряновская камвольно-прядильная фабрика просуществовала до конца 90-х годов XX века, являясь градообразующим предприятием.
В середине XIX века село Фряново относилось ко 2-му стану Богородского уезда Московской губернии, было в посессии у московского купца Ефимова, которому тогда принадлежала шёлковая фабрика. В селе было 310 дворов, крестьян 767 душ мужского пола и 852 души женского.
В «Списке населённых мест» 1862 года Фряново — мещанская слобода 2-го стана Богородского уезда Московской губернии по левую сторону Стромынского тракта (из Москвы в Киржач), в 36 верстах от уездного города и 35 верстах от становой квартиры, при реке Шаренке, с 266 дворами и 1514 жителями (746 мужчин, 768 женщин).
По данным на 1869 год — мещанская слобода Аксёновской волости 3-го стана Богородского уезда с 282 дворами, 255 деревянными домами, шелковоткацкой и шерстопрядильной фабриками и 1208 жителями (522 мужчины, 686 женщин), из них 182 грамотных мужчины и 30 женщин. Имелось 33 лошади и 135 единиц рогатого скота. Также имелись 2 церкви (каменная св. Иоанна Предтечи 1797 года и деревянная Воскресения Христова), торговый ряд с 24 лавками, постоялый двор, питейный дом и трактир. Проводились базары по воскресеньям.
В 1913 году в селе 300 дворов, мещанская управа, квартира урядника, земское училище, фабричная больница и фабрика «Товарищества Фряновской мануфактуры».
В слободе, находившейся, по-видимому, за рекой Киленкой — фабрика Фряновской мануфактуры, мещанская управа, квартира урядника, земское училище, казённая винная лавка, земская больница, добровольная пожарная дружина, 2 трактира, пивная и 3 чайных лавки.
Статус посёлка городского типа — с 1925 года.
По материалам Всесоюзной переписи населения 1926 года — пгт, центр Аксёновской волости Богородского уезда в 40 км от станции Щёлково Северной железной дороги, проживало 2582 жителя (1169 мужчин, 1413 женщин).
В посёлке находились шерстопрядильная фабрика, волостная милиция, народный суд, почтово-телефонный отдел, семилетняя и фабрично-заводская школы, ясли и детский сад, районная библиотека, больница, аптека, чайная и столовая, 4 лавки, трудовая артель возчиков, сельскохозяйственное кредитное товарищество и рабочий клуб.
Фряново было центром Аксёновской волости до 1929 года. До 9 января 2019 года был центром городского поселения Фряново. Входил в Щёлковский район.
В 2025 году рабочий посёлок преобразован в посёлок городского типа.

## Население
| 1852    | 1859    | 1869    | 1926    | 1939    | 1959    | 1970    | 1979    |
| ------- | ------- | ------- | ------- | ------- | ------- | ------- | ------- |
| 1619    | ↘1514   | ↘1208   | ↗2582   | ↗4580   | ↗6345   | ↗8997   | ↗12 920 |
| 1989    | 2002    | 2006    | 2009    | 2010    | 2012    | 2013    | 2014    |
| ↗13 199 | ↘11 180 | ↗11 400 | ↘11 072 | ↗11 243 | ↘11 193 | ↘11 083 | ↗11 171 |
| 2015    | 2016    | 2017    | 2018    | 2019    | 2020    | 2021    | 2023    |
| ↗11 182 | ↗11 254 | ↗11 310 | ↘11 261 | ↘11 171 | ↘11 043 | ↗12 682 | ↘12 523 |
| 2024    |         |         |         |         |         |         |         |
| ↘12 437 |         |         |         |         |         |         |         |

## Экономика
Основные современные предприятия Фрянова: компания «Фряновская фабрика» (изделия из пластмассы), компания «Фряновский керамический завод», входящая в холдинг Rovese(«Cersanit» (Польша)) (керамическая плитка).
Построен завод по производству трансформаторных подстанций.

## Транспорт
Посёлок обслуживают пригородные и междугородные автобусы следующих маршрутов:
- 27 (Фряново — Хлепетово)
- 28 (Фряново — Булаково)
- 31 (Черноголовка — Фряново)
- 35 (ст. Щёлково — Фряново)
- 335 (Москва (м. Щёлковская) — Фряново)

Воинский мемориал

## Достопримечательности

### Усадьба Лазаревых

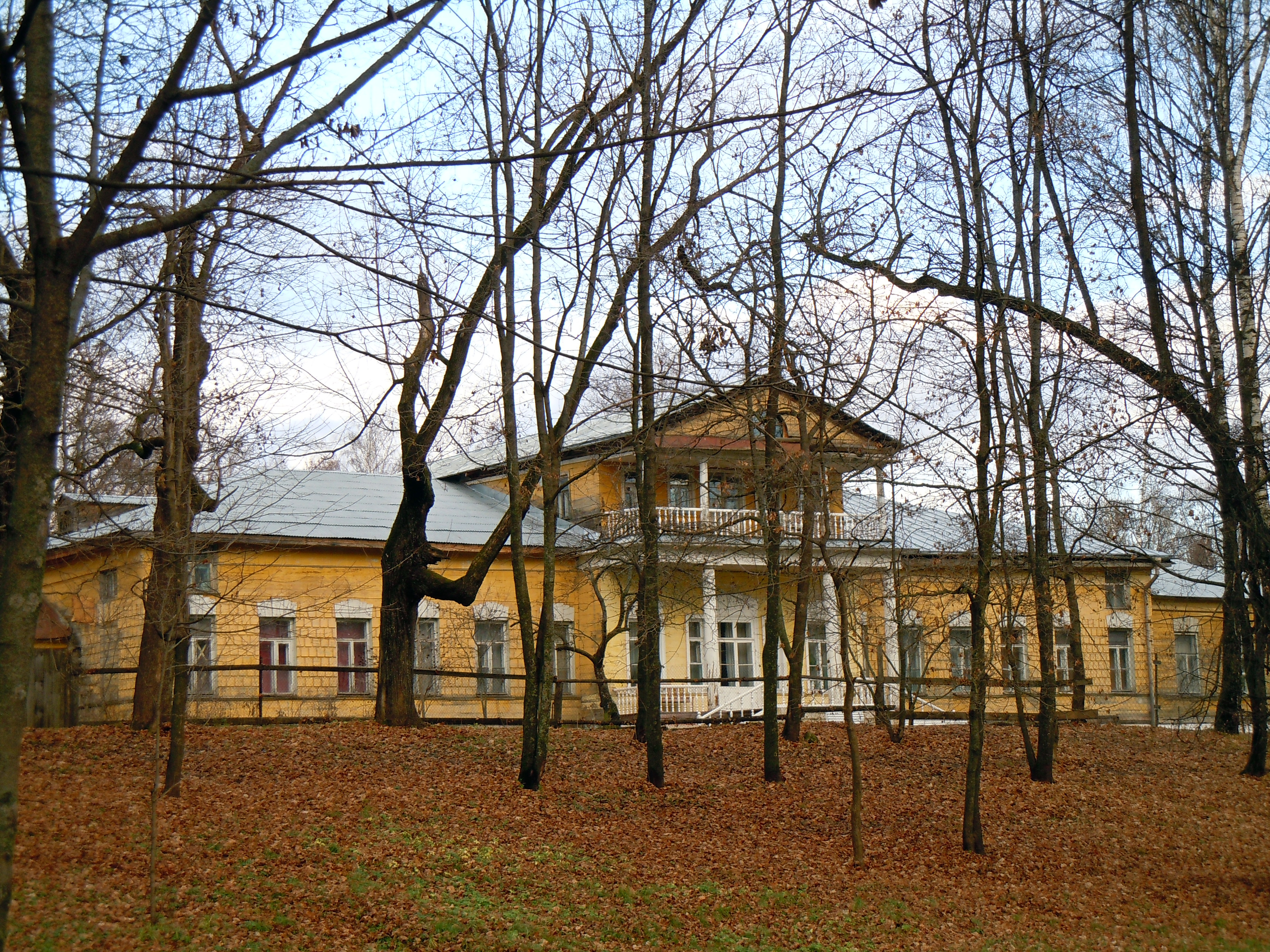
Усадьба Лазаревых во Фрянове

Во Фрянове на рубеже XVIII-XIX веков Иваном Лазаревичем Лазаревым была создана одна из уникальных усадеб Подмосковья. Подобных сооружений в Московском регионе ещё только два: дворцы Шереметевых в Кускове и Останкине. С 2004 года в доме расположен историко-краеведческий музей.
В 1983 году в усадьбе снимались эпизоды четырёхсерийного фильма «Отцы и дети» по одноимённому роману И. С. Тургенева (режиссёр Вячеслав Никифоров), а в 2010 — «Господа Головлёвы». В данный момент там располагается Историко-краеведческий музей г.п. Фряново.
Является объектом культурного наследия федерального значения.

### Церковь Иоанна Предтечи

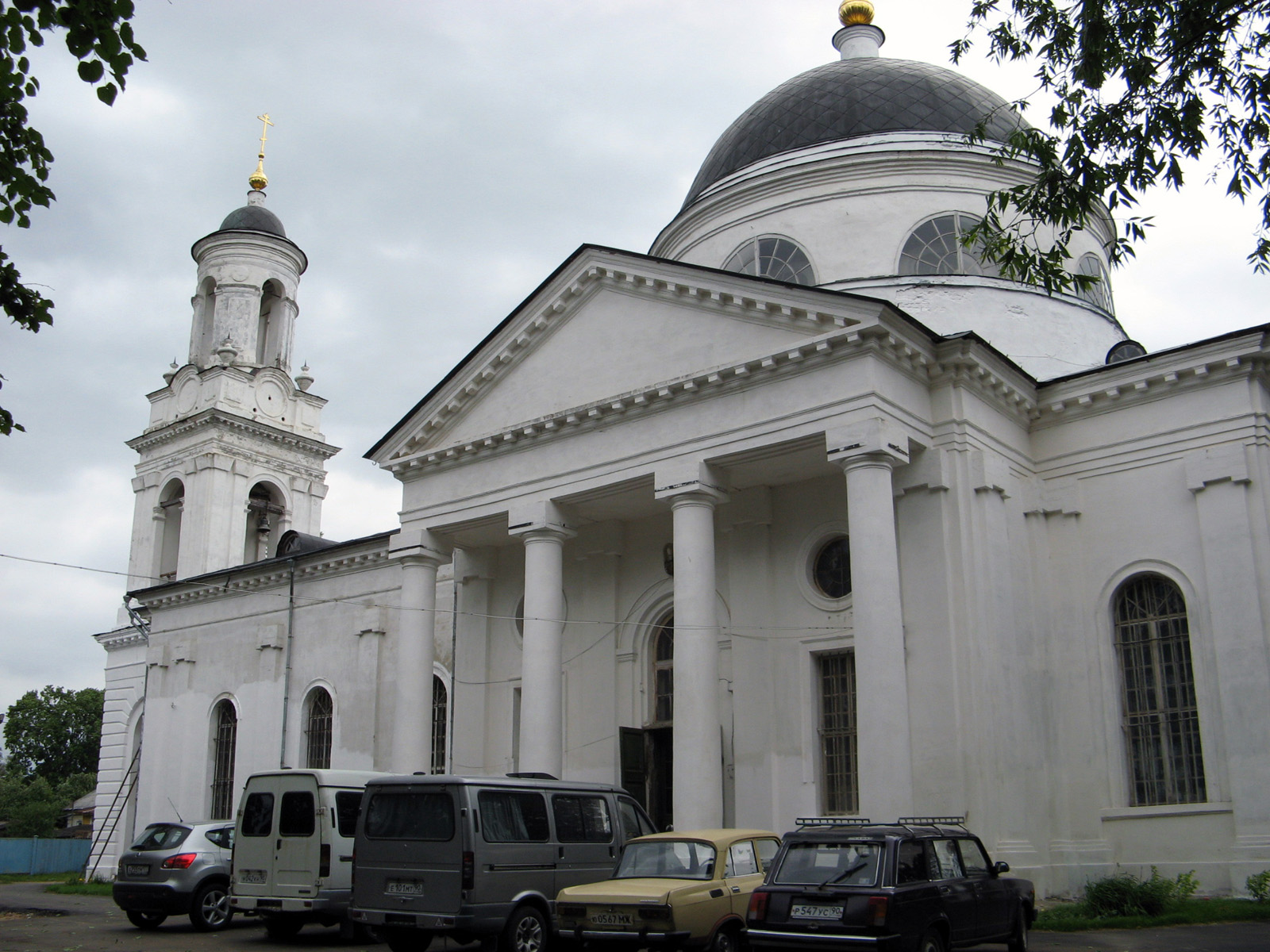
Церковь Иоанна Предтечи

Храм во имя Иоанна Предтечи был заложен в 1779 и освящён в 1797 году на средства Ивана Лазаревича Лазарева. Архитекторами были Ю. М. Фельтен, автор проекта Старого Эрмитажа и Летнего сада в Санкт-Петербурге, и И. М. Подъячев, архитектор здания Института Восточных языков. Первым священником храма стал Пётр Иванович Зверев.
Храм в стиле зрелого классицизма. В плане храм имеет форму латинского креста. Боковые фасады украшены четырёхколонными портиками. У церкви двойной купол, обе оболочки купола с окошками. Внутренняя оболочка с круглыми окошками, а наружная — с полукруглыми, через которые видно внутренний купол.
Западная часть — трапезная с приделами Казанской иконы Божией Матери и преподобного Андрея Критского имеет вальмовую кровлю с полуциркульными чердачными окнами. Небольшое лестничное помещение соединяет трапезную с трёхъярусной колокольней (два четверика и ротонда).
В 1842 году церковь украсил богатый центральный иконостас, были позолочены главы и кресты. В 1853 году пол был устлан чугунными плитами. В 1870 году был расписан интерьер храма. В 1882 году московским купцом А.С. Рещиковым храму был пожертвован большой колокол в 308 пудов. Храм ремонтировался в 1888 и 1891 гг. В 1903 году на церковные сбережения, пожертвования верующих и старосты храма С. В. Залогина (1866—1943) в храме был установлен новый резной вызолоченный иконостас, выполненный известным московским мастером Я. Е. Епанечниковым.
С 1902 по 1937 гг. в церкви служил псаломщиком, диаконом и священником Михаил (Никологорский), пострадавший в годы репрессий, ныне прославленный в лике святых.
Богатое внутреннее убранство храма было полностью уничтожено после его закрытия в 1940 году. В годы войны храм использовали под склад и мастерские, ремонтировали трактора.
В 1989 году храм был передан церковной общине и вновь открыт для верующих 30 января 1990 года.
Церковь Иоанна Предтечи в усадьбе «Фряново», является объектом культурного наследия федерального значения.

### Фряновская мануфактура
Осн. статья Товарищество Фряновской мануфактуры

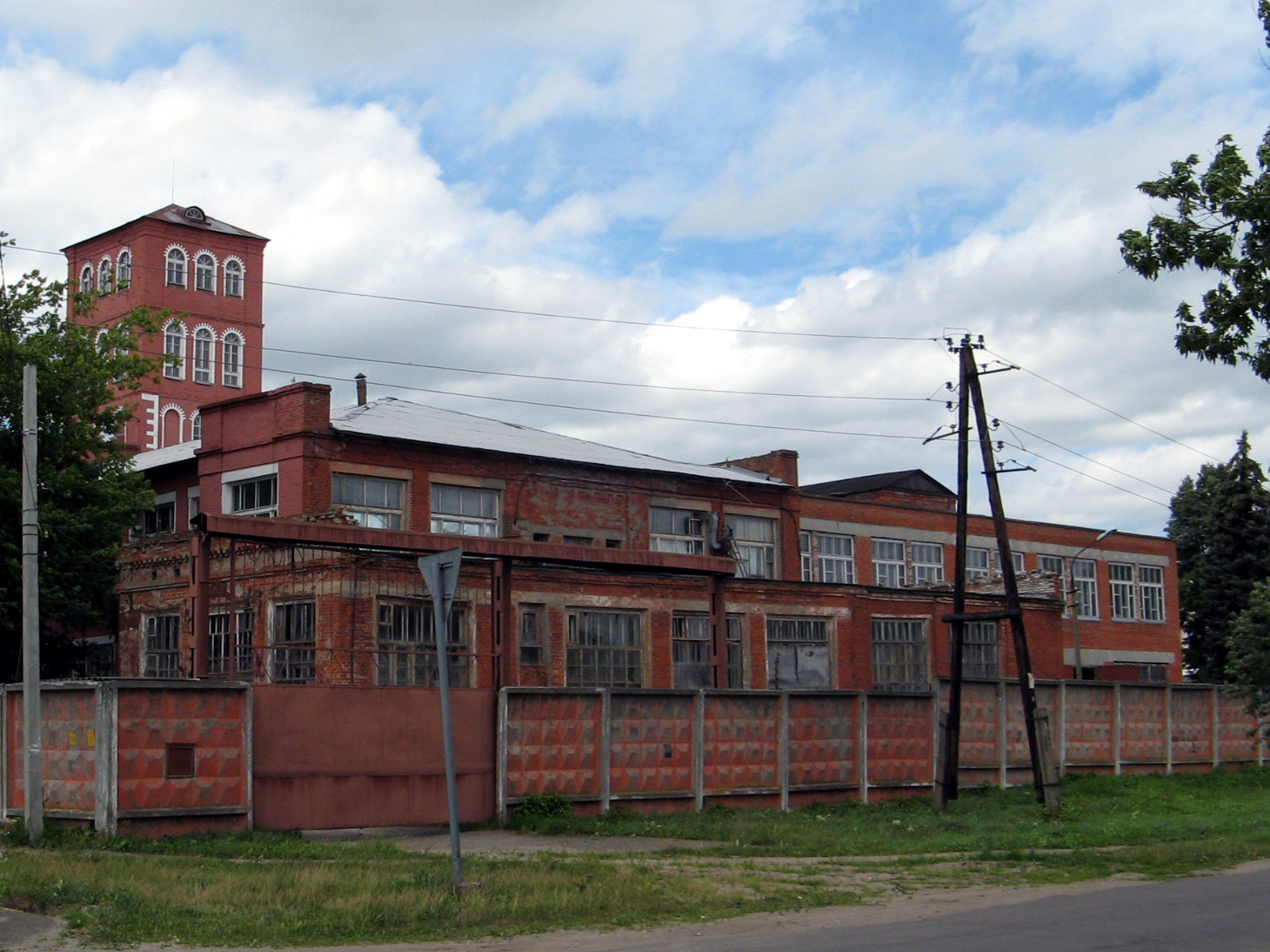
Фряновская фабрика

Прядильно-ткацкое предприятие Российской империи, основанное в 1818 году.

## Известные уроженцы и жители
- Иван Копылов — Герой Советского Союза.
- Лев Новиков (1931—2003) — советский и российский лингвист, заслуженный деятель науки Российской Федерации, академик Международной академии наук высшей школы.
- Алексей Бесчастнов (1913—1998) — генерал-лейтенант, начальник 7-го управления КГБ СССР (1974—1981), один из основателей группы «А» («Альфа»). Имя А. Д. Бесчастнова присвоено Фряновской средней школе № 2.
- Иван Гришаев (1922—2009) — подполковник ВВС СССР, участник Великой Отечественной войны, Герой Советского Союза (1945).

## Топографические карты
- Лист карты O-37-XXXIII Загорск. Масштаб: 1 : 200 000. Состояние местности на 1984 год. Издание 1986 г.